# Carlos Condit
Carlos Joseph Condit (Albuquerque, 26 april 1984) is een Amerikaans voormalig MMA-vechter van Duits-Mexicaanse afkomst. Hij was van maart 2007 tot februari 2009 de laatste kampioen in het weltergewicht (tot 77 kilo) van de organisatie World Extreme Cagefighting (WEC). Condit won in februari 2012 ook een interim-titel in dezelfde gewichtsklasse bij de UFC. Hij vocht twee keer om de algehele UFC-titel weltergewicht, maar verloor beide keren middels een jurybeslissing.

## Carrière
Condit begon in zijn jeugd met achtereenvolgens worstelen en gaidojutsu, een door MMA-trainer Greg Jackson ontwikkelde vechtstijl die elementen uit worstelen, kickboksen, judo, grappling en Braziliaans jiujitsu combineert. Hij vocht vijf maanden na zijn achttiende verjaardag zijn eerste MMA-partij. Die dag gebruikte hij een verwurging (rear naked choke) om Nick Roscorla binnen een minuut te verslaan. Condit won daarna ook zijn volgende zeven gevechten, allemaal door middel van submissie (verwurging of houdgreep) of technische knock-out (TKO). Voor zes van deze acht overwinningen had hij minder dan een minuut nodig. De Braziliaan Carlo Prater was in september 2004 de eerste die hem versloeg (verwurging).

### WEC
Condit debuteerde in januari 2007 onder de vlag van World Extreme Cagefighting (WEC). In zijn eerste gevecht bij de organisatie nam hij Kyle Jensen na 2.10 minuten in een beslissende verwurging. De weltergewichtdivisie van de WEC had op dat moment geen kampioen en zodoende mocht Condit in zijn eerstvolgende partij voor deze titel vechten. Dit vond plaats op 24 maart 2007. Condit versloeg John Alessio die dag met een verwurging (rear-naked choke) in de tweede ronde. Hij verdedigde zijn WEC-titel daarna drie keer. De eerste keer versloeg hij Brock Larson door hem met een armklem tot submissie te dwingen. Vervolgens nam hij revanche op de eerste man die hem ooit versloeg, Prater (verwurging). Hiromitsu Miura was ten slotte de enige van de drie die de eerste ronde overleefde. Condit sloeg hem vlak voor het einde van de vierde ronde TKO.

### UFC
De WEC was in 2006 eigendom geworden van het bedrijf Zuffa, dat de WEC-weltergewichtdivisie in februari 2009 volledig overhevelde naar de UFC. De UFC had op dat moment al een regerend kampioen in het weltergewicht (Georges St-Pierre), dus kon Condit zijn titel niet behouden. Zijn eerste gevecht onder de vlag van de UFC was wel het hoofdprogramma (main event) die dag. Hij verloor hierin op basis van een verdeelde jurybeslissing van Martin Kampmann.
Condit richtte zich na zijn nederlaag tegen Kampmann op met vier overwinningen op rij. Nog altijd regerend kampioen St-Pierre zou het op 4 februari 2012 vervolgens opnemen tegen Nick Diaz, maar raakte geblesseerd. Daarom mocht Condit die dag tegen Diaz vechten voor een interim-titel. Hij moest in die partij voor het eerst in zijn carrière vijf ronden van vijf minuten volmaken, maar de jury wees hem na afloop unaniem als winnaar aan. Hiermee verdiende hij een partij tegen St-Pierre om de algehele UFC-titel in het weltergewicht, negen maanden later. Ook deze wedstrijd duurde de volle 25 minuten, maar ditmaal wees de jury Condits tegenstander (unaniem) als winnaar aan.
Direct na zijn verloren titelgevecht tegen St-Pierre, leed Condit ook een nederlaag tegen Johny Hendricks (unanieme jurybeslissing). Van zijn volgende drie partijen won hij er twee, waarbij hij ook op Kampmann revanche nam. Hij verloor van Tyron Woodley. De UFC gunde Condit daarop een nieuwe kans op het kampioenschap. Robbie Lawler was inmiddels titelhouder en trof hem op 2 januari 2016. Net als tegen St-Pierre bleef Condit vijf keer vijf minuten overeind, maar ook deze keer was de (ditmaal verdeelde) jurybeslissing in zijn nadeel. Hij leed vervolgens in augustus 2016 onmiddellijk nog een nederlaag. Demian Maia dwong hem binnen twee minuten tot een submissie door middel van een verwurging  (rear-naked choke). Condit kwam vervolgens zestien maanden niet in actie, tot hij het in december 2017 opnam tegen Neil Magny. Hij leed die dag zijn derde nederlaag op rij, ditmaal op basis van een unanieme jurybeslissing. Vervolgens was in april 2018 ook Alex Oliveira hem de baas, ditmaal door middel van een verwurging in de tweede ronde. Zijn vijfde nederlaag op rij volgde in december 2018, door middel van een armklem (kimura) tegen Michael Chiesa.
Condit won daarna van zowel Court McGee als Matt Brown (tweemaal unanieme jurybeslissing), om in juli 2021 vervolgens te verliezen van Max Griffin (unanieme jurybeslissing). Twee maanden later stopte hij officieel met MMA.